# Disperis bifida
Disperis bifida är en orkidéart som beskrevs av Phillip James Cribb. Disperis bifida ingår i släktet Disperis och familjen orkidéer. Inga underarter finns listade i Catalogue of Life.